# Schönebecker Aue
Schönebecker Aue este o arie protejată (sit de importanță comunitară — SCI) din Germania întinsă pe o suprafață de 97,14 ha, integral pe uscat.

## Localizare
Centrul sitului Schönebecker Aue este situat la coordonatele 53°13′12″N 8°42′19″E / 53.22°N 8.7053°E.

## Înființare
Situl Schönebecker Aue a fost declarat sit de importanță comunitară în ianuarie 2005 pentru a proteja 1 specie de animale.

## Biodiversitate
Situată în ecoregiunea atlantică, aria protejată conține 6 habitate naturale: Liziere de ierburi înalte hidrofile de câmpie și de nivel montan până la alpin, Păduri de fag Luzulo-Fagetum, Păduri de fag acidofile atlantice, cu subarboret de Ilex și, uneori, de asemenea, Taxus, la nivelul arbuștilor (Quercion robori-petraeae sau Ilici-Fagenion), Păduri de fag Asperulo-Fagetum, Păduri de stejar sau de stejar și carpen sub-atlantice și medio-europene de Carpinion betuli, Păduri aluvionare cu Alnus glutinosa și Fraxinus excelsior (Alno-Padion, Alnion incanae, Salicion albae).
La baza desemnării sitului se află o specie protejată de  mamifere: liliac de iaz (Myotis dasycneme).